# Jon Horst
Jonathan Randall Horst (Sandusky, 16 de abril de 1983) é um basquetebolista norte-americano e atual gerente-geral do Milwaukee Bucks da National Basketball Association (NBA). Em 24 de junho de 2019, venceu o NBA Executive of the Year.